# جيف هيلي
جيف هيلي (بالفرنسية: Jeff Healey) (و. 1966 – 2008 م) هو موسيقي، وعازف قيثارة، وعازف قيثارة جاز كندي، ولد في تورونتو، يستخدم آلات قيثارة، توفي في تورونتو، عن عمر يناهز 42 عاماً، بسبب سرطان العظام.

## جوائز
حصل على جوائز منها:
- جائزة المنافسة العامة [الإنجليزية]‏ (1946)
- قائد الفنون والآداب

## وصلات خارجية
- جيف هيلي على موقع IMDb (الإنجليزية)
- جيف هيلي على موقع ميوزك برينز (الإنجليزية)
- جيف هيلي على موقع إن إن دي بي (الإنجليزية)
- جيف هيلي على موقع أول ميوزيك (الإنجليزية)
- جيف هيلي على موقع ديسكوغز (الإنجليزية)
- جيف هيلي في قاعدة بيانات الأفلام على الإنترنت